# Rachel Fuller Brown

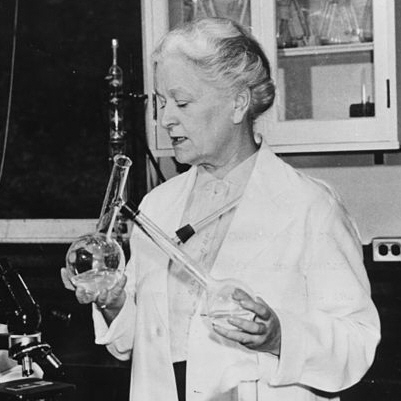
Rachel Fuller Brown um 1955

Rachel Fuller Brown (* 23. November 1898 in Springfield, Massachusetts; † 14. Januar 1980 in Albany, New York) war eine US-amerikanische Chemikerin, bekannt für die Entwicklung des Antimykotikums Nystatin mit Elizabeth Lee Hazen.
Brown studierte am Mount Holyoke College mit dem Bachelor-Abschluss in Geschichte und Chemie 1920 und studierte für die Promotion in Organischer Chemie an der University of Chicago, musste aber aus finanziellen Gründen 1926 vor den mündlichen Prüfungen abbrechen und arbeitete an der Division of Laboratories and Research des State Department of Health von New York in Albany. Erst sieben Jahre später erhielt sie nach Absolvierung der mündlichen Prüfungen ihren Ph.D. in Chicago. Zunächst arbeitete sie an einem Impfstoff gegen Lungenentzündung und einem Syphilis-Test. Ende der 1940er Jahre forschte sie mit der Mikrobiologin Elizabeth Lee Hazen (die ihr Labor in New York City hatte) an Fungiziden, erzeugt von Mikroorganismen im Boden. Zunächst fanden sie nur Kandidaten, die auf Tiere und Menschen toxisch wirkten, bis sie 1950 auf Nystatin stießen (benannt nach dem New York State Department of Health). Brown isolierte die Substanz und Hazen testete sie auf Toxizität und anifungale Wirkung. Die Zusammenarbeit fand fast ausschließlich über den Austausch per Post statt. Es war das erste Fungizid, das für Menschen nicht-toxisch war und gegen viele Pilzinfektionen beim Menschen eingesetzt werden konnte. Es kam 1954 durch E. R. Squibb auf den Markt (als Mycostatin). Später wurde es auch zur Rettung von Kunstwerken und gegen Ulmensterben eingesetzt.
Brown und Hazen setzten ihre Zusammenarbeit fort und fanden weitere Antibiotika – Phalmycin und Capacidin. 1968 ging Brown in den Ruhestand.
Beide erhielten 1955 den Squibb Award und wurden 1994 in die National Inventors Hall of Fame aufgenommen. 1975 erhielt sie mit Hazen (als erste Frauen überhaupt) den Chemical Pioneer Award. 1957 wurde sie Fellow der New York Academy of Sciences. 1968 erhielt sie den Distinguished Service Award des New York Department of Health und sie erhielt den Rhoda Benham Award der Medical Mycological Society of the Americas.
Die Lizenzgebühren aus Nystatin von über 13 Millionen Dollar gingen in die wissenschaftliche Forschung und eine Stiftung (Brown Hazen Fund) für Stipendien.